# Ronde Molen (Maasbommel)
De Ronde Molen in Maasbommel (gemeente West Maas en Waal) is een ronde stenen stellingmolen die in of voor 1740 werd gebouwd als grondzeiler. De molen werd in de jaren 20 van de 20e eeuw ontdaan van zijn wieken, omdat deze het verkeer op de dijk hinderden. In de romp werd het maalbedrijf tot ca. 1967 met behulp van een dieselmotor voortgezet. In 2010 is door molenmakersbedrijf Coppes begonnen met het maalvaardig restaureren van de scheefgezakte molen, echter nu als stellingmolen.  De molen stond 19 cm scheef en is rechtegezet. Verder is de molen verhoogd met een rechtopgaand bovengedeelte van ongeveer 470 cm. De onderste rij steigergaten geven de oorspronkelijk hoogte van de molen aan. In 2011 werd de restauratie voltooid. De molen heeft 1 maalkoppel met kunststenen.
De Ronde Molen maalt op vrijwillige basis graan, maar doet ook dienst als bezoekers- en infocentrum van het Regionaal Bureau voor Toerisme. De herbouw van de molen is gesubsidieerd door de Europese Gemeenschap. De molen was als grondzeiler uniek doordat hij naast drie koppels maalstenen ook een volledig pelwerk met twee stenen had. Alle stenen waren op of onder de eerste zolder gelegen. De situatie is ook na de herbouw en verhoging nog steeds herkenbaar.
Het gevlucht bestaat uit de door de firma Vaags in 2010 gemaakte, 23,60 meter lange, gelaste roeden. De binnenroede heeft nummer 229 en de buitenroede nummer 228. Het oorspronkelijk gevlucht bestond uit 22,70 cm lange potroeden.
De kap van de molen kruit op een Engels kruiwerk met behulp van een kruilier.
De molen wordt gevangen, stilgezet, met een scharnierende, Vlaamse vang met vier vangstukken. De vang wordt bediend door een vangtrommel.

## Overbrengingen
- De overbrengingsverhouding is 1 : 5,5.
- Het bovenwiel heeft 62 kammen en het bovenrondsel heeft 22 staven. De koningsspil draait hierdoor 2,82 keer sneller dan de bovenas.
- Het spoorwiel heeft 82 kammen en het steenrondsel 42 staven. Het steenrondsel draait hierdoor 1,95 keer sneller dan de koningsspil en 5,5 keer sneller dan de bovenas.

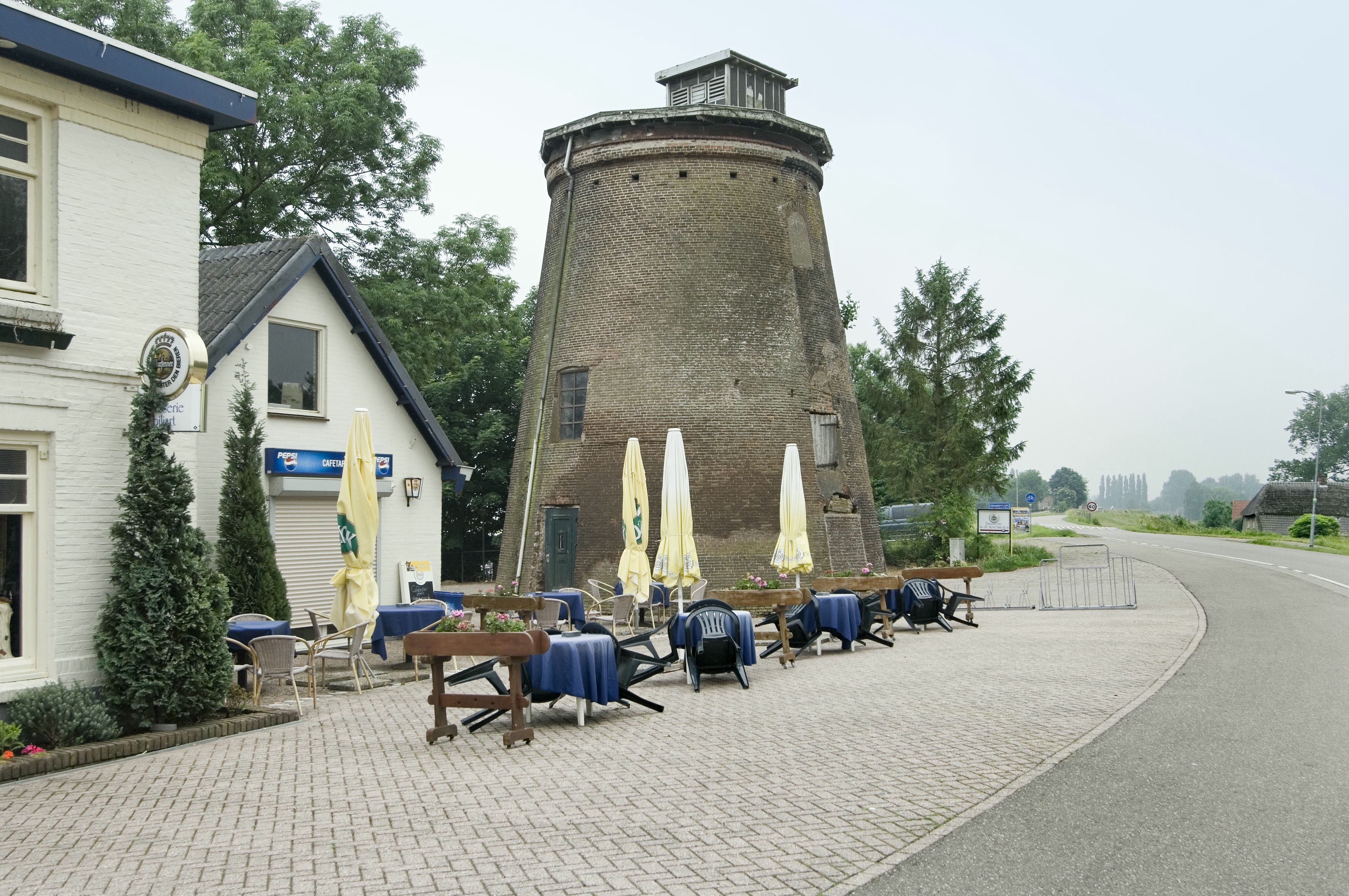
Oorspronkelijke molen
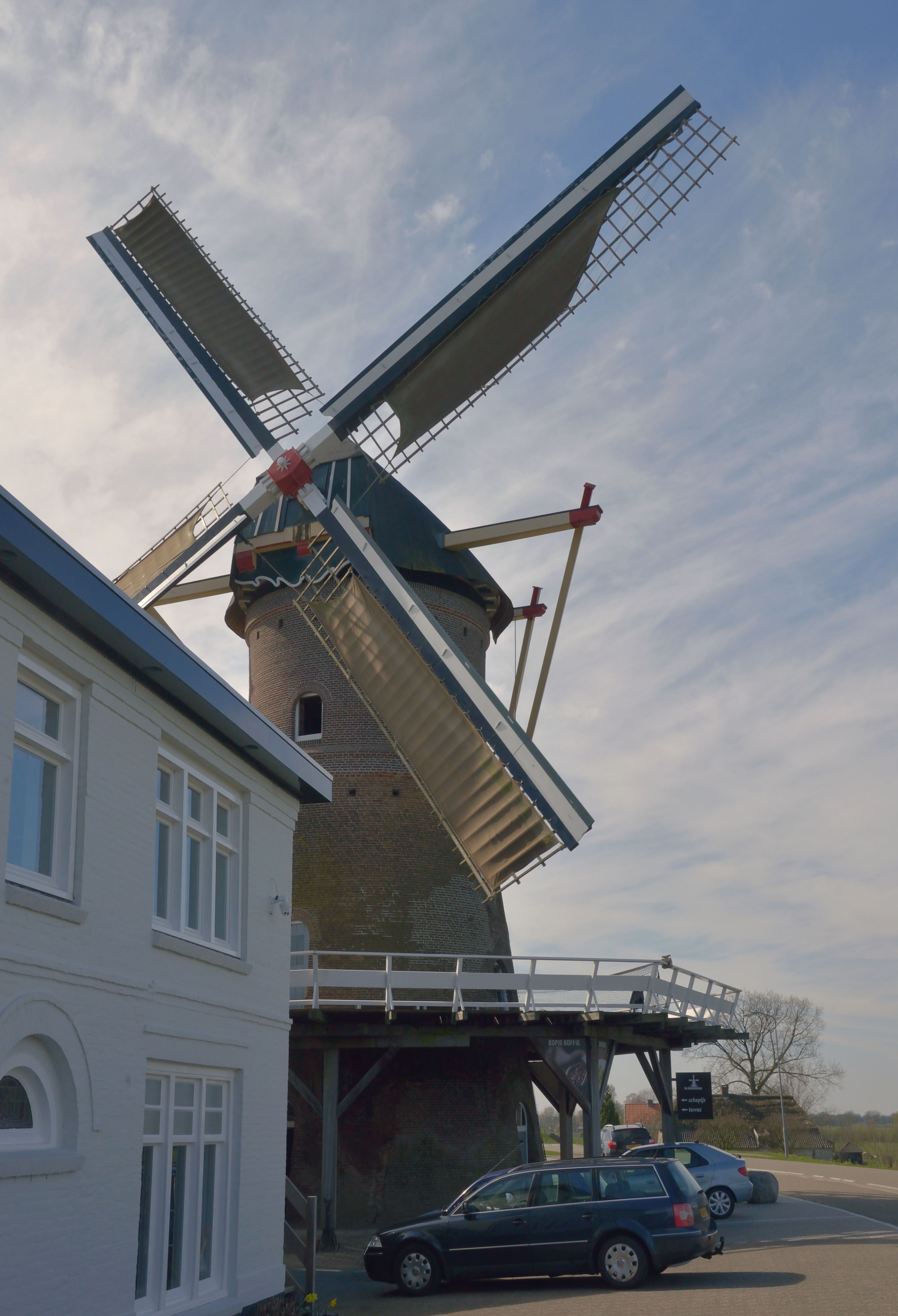
Huidige molen
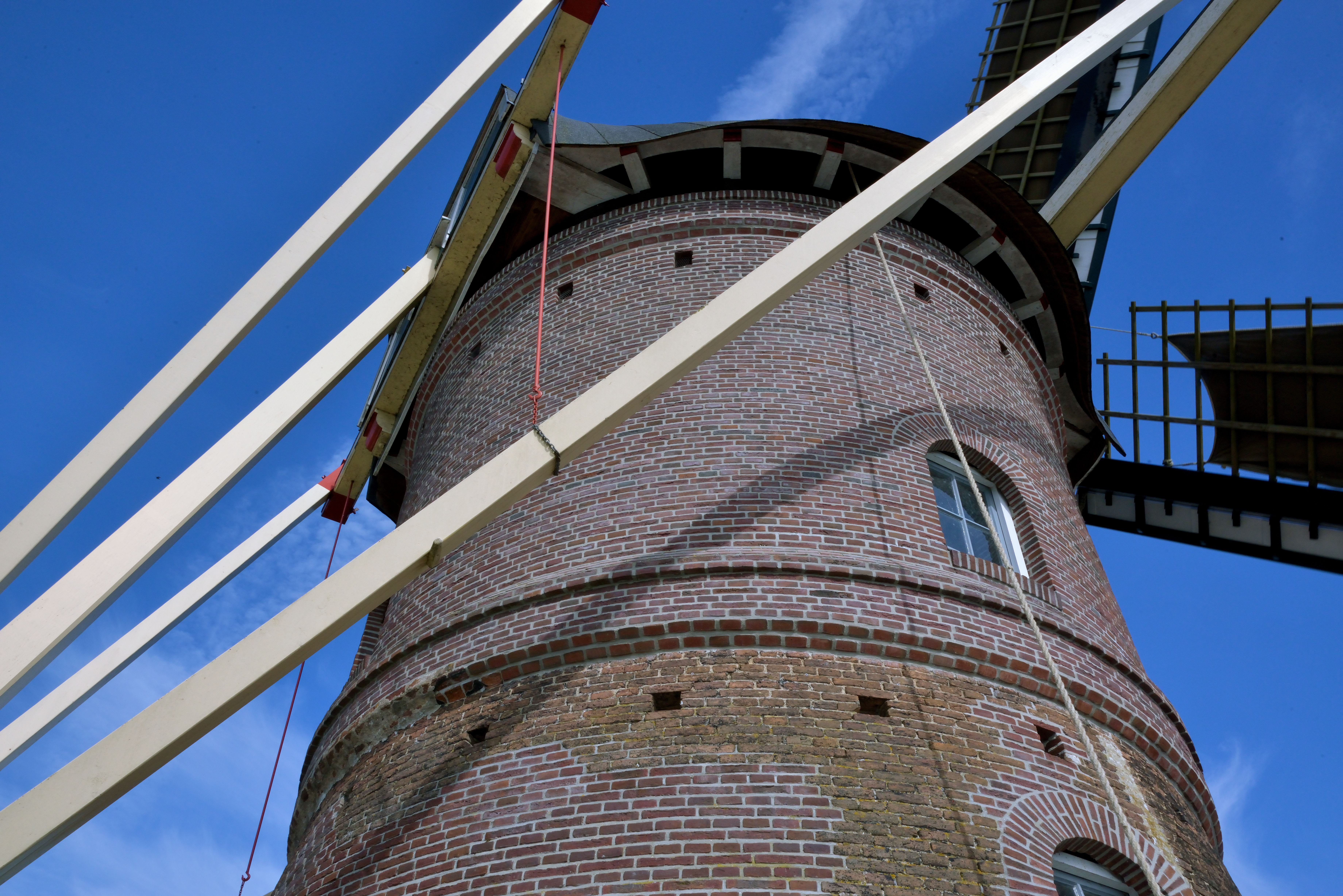
Verhoogde romp. Let op de stijgergaten van de oorspronkelijke en gerestaureerde molen.
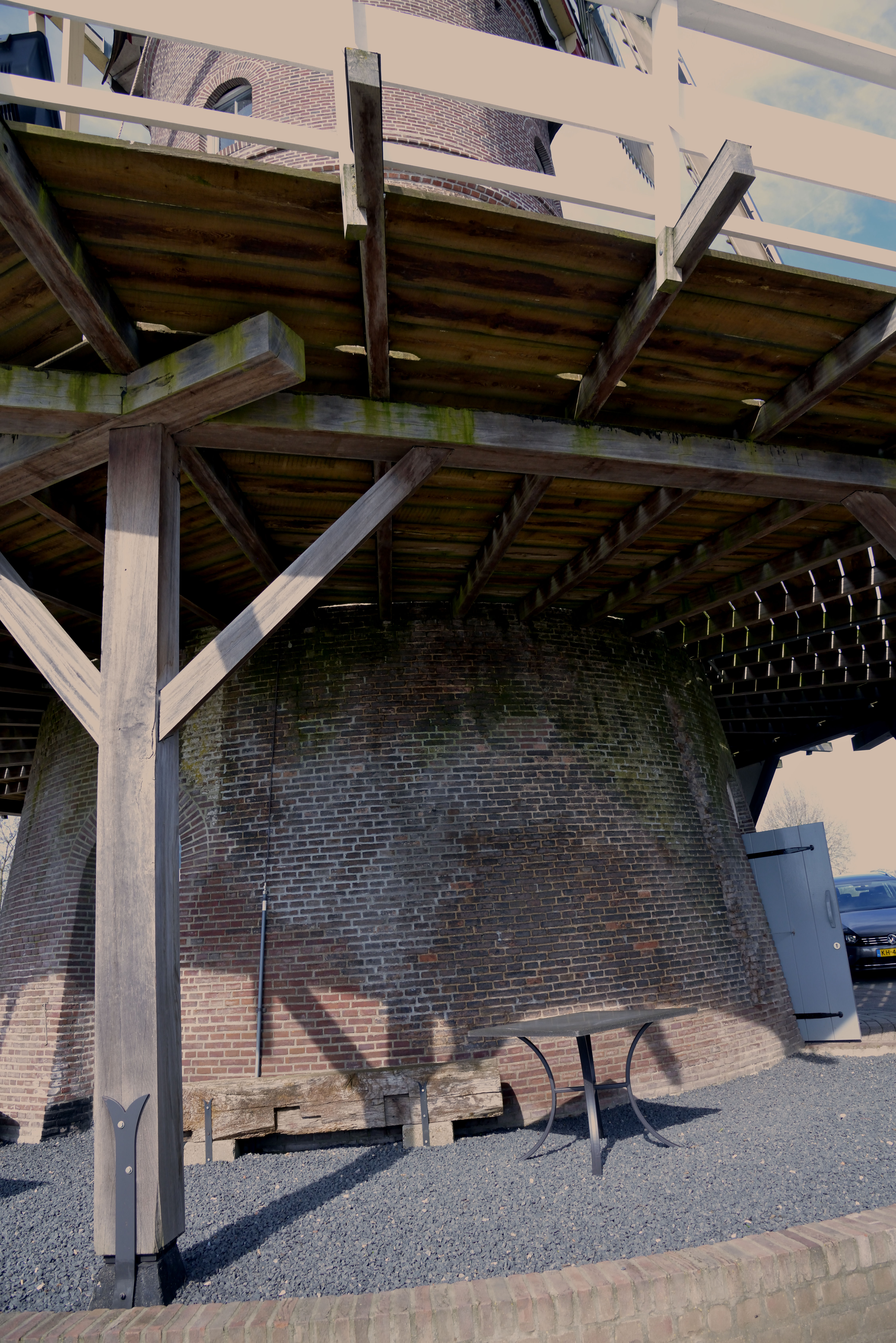
Stelling
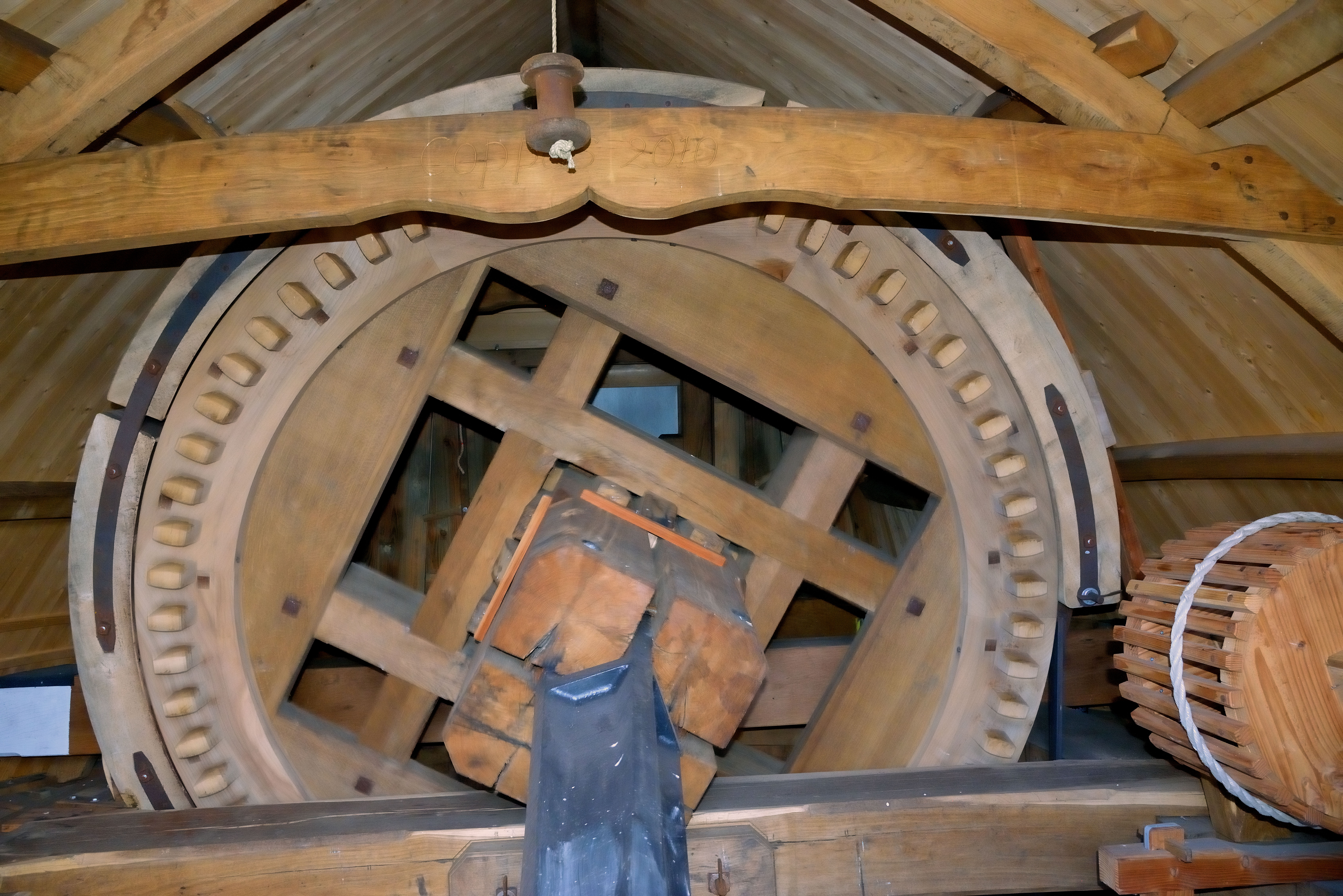
Bovenwiel
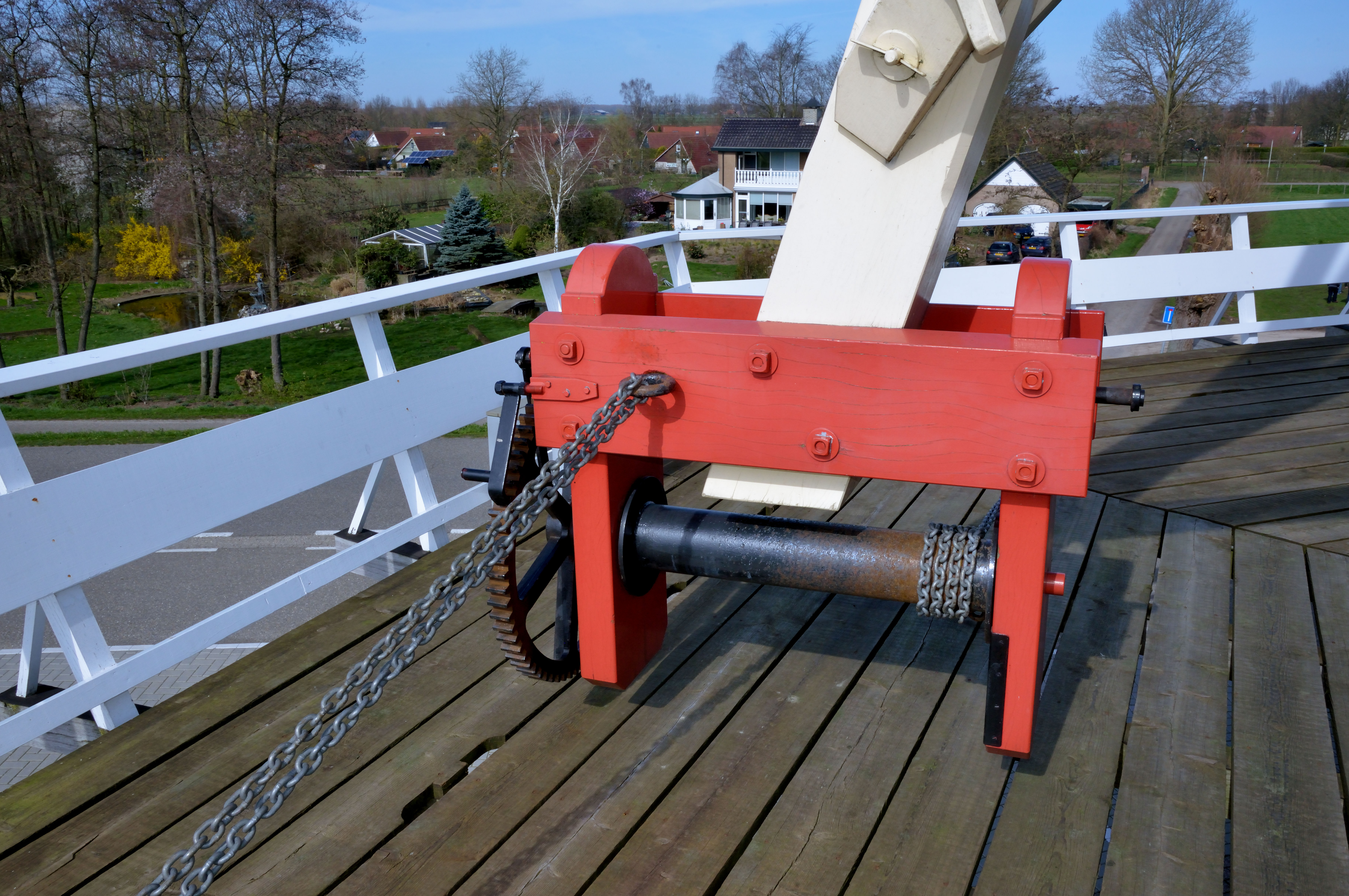
Kruilier
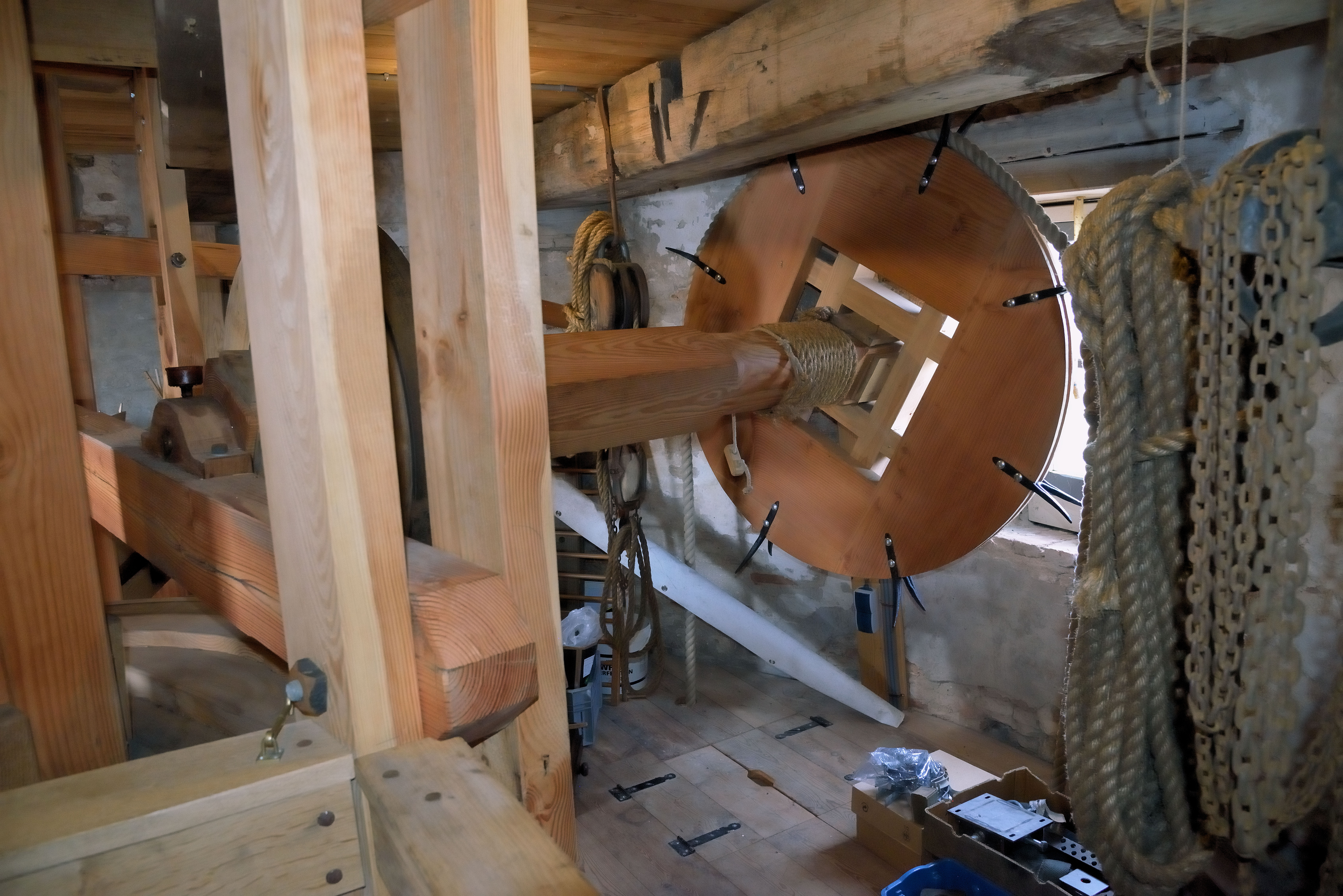
Luiwerk
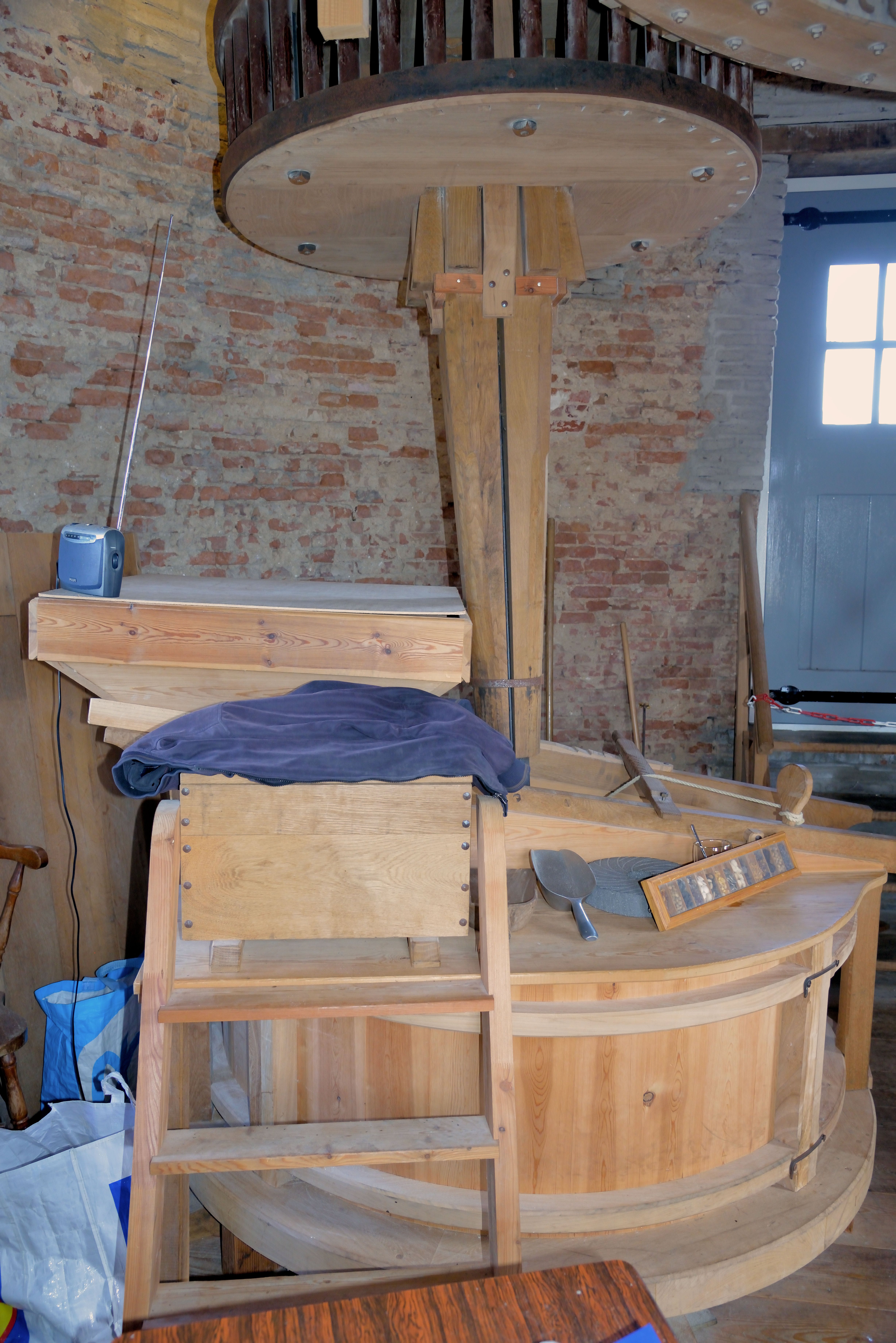
Maalkoppel